# Wooga
Wooga è uno sviluppatore di giochi mobile-first con sede a Berlino, in Germania. L'azienda sviluppa giochi free-to-play per dispositivi mobili, come smartphone e tablet e social network come Facebook . È il quinto più grande sviluppatore di giochi al mondo (per utenti attivi mensilmente) sulla piattaforma Facebook a partire da marzo 2014. 

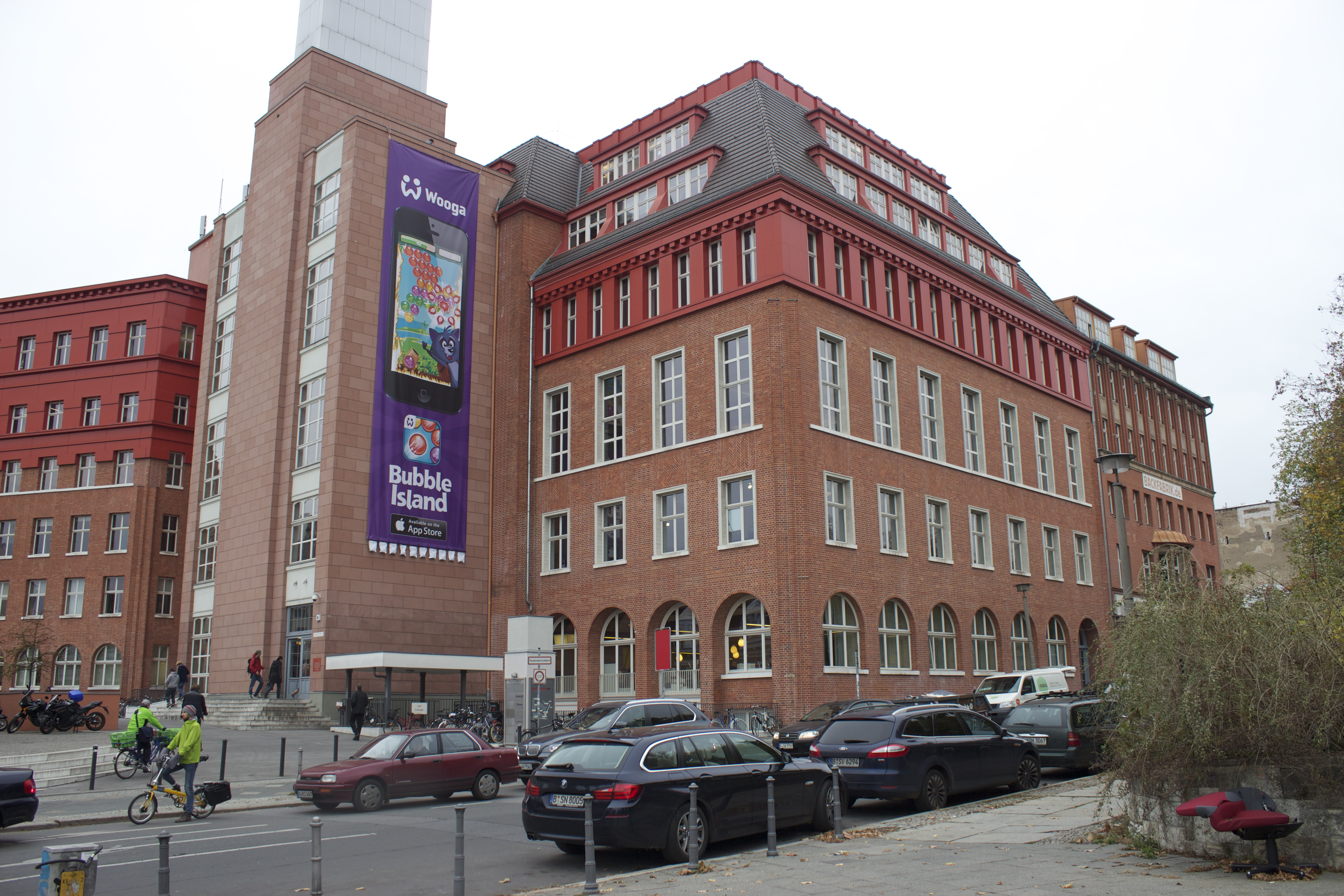
Gli uffici di Wooga a Berlino in Germania.

## Storia
La Wooga venne fondata nel gennaio 2009 da Jens Begemann (CEO), Patrick Paulisch (co-fondatore) e Philipp Moeser (CTO) Negli anni successivi Patrick Paulisch lasciò la Wooga.
Nel luglio 2009, Wooga ha lanciato il suo primo gioco ufficiale chiamato Brain Buddies . Il gioco ha raggiunto 5 milioni di giocatori mensili in soli 3 mesi dopo il lancio. La società ha poi ricevuto 5 milioni di euro in un round di finanziamento guidato dalla Balderton Capital nel novembre 2009. Anche la Holtzbrinck Ventures, che aveva fornito finanziamenti nello stesso anno, decise di partecipare al round.
Nel febbraio 2010, venne poi lanciato il secondo gioco, Bubble Island, che raggiunse invece i 4 milioni di giocatori mensili in 8 settimane. Nel maggio 2010, Wooga ha lanciato il suo terzo gioco, Monster World  chiuso poi nel luglio 2016 dopo 6 anni a causa di un calo del numero di giocatori.  Nel novembre 2010, Wooga ha lanciato Happy Hospital seguito nel marzo 2011, Diamond Dash, rilasciato a dicembre per iPhone e iPad sull'App Store iOS. Nel maggio 2011 la società ha raccolto un finanziamento di 24 milioni di dollari.
Magic Land Island è stata lanciata durante la GDC Europe nell'agosto 2011 a Colonia . Nel giugno 2012, il gioco HTML5 è stato reso open source con il nome Pocket Island su GitHub inserendo la licenza MIT con le risorse sotto licenza Creative Commons CC BY-NC-SA.
Nel marzo 2013, la società ha lanciato dapprima Monster World mobile seguito poi da Pearl's Peril e Pocket Village .
Alla GDC 2014, il CEO Jens Begemann ha presentato il nuovo approccio allo sviluppo dell'azienda, chiamato "hit filter". L'obiettivo di questo nuovo approccio è quello di creare due successi all'anno. A partire da luglio 2018, l'azienda dopo una serie di assunzioni raggiunge i 200 dipendenti.
Nel dicembre 2018, Wooga è stata acquisita per oltre 200 milioni di dollari USA dalla società di giochi israeliana Playtika.

## Giochi sviluppati

### Giochi di Facebook
- Diamond Dash (15,5 milioni di utenti attivi mensili e 2,4 milioni di utenti attivi giornalieri)[16]
- Bubble Island (3,3 milioni di utenti attivi mensili e 0,5 milioni di utenti attivi giornalieri)
- Monster World (3,0 milioni di utenti attivi mensili e 0,7 milioni di utenti attivi giornalieri)  (chiuso nel luglio 2016)
- Magic Land (0,3 milioni di utenti attivi mensili e 61.000 utenti attivi giornalieri)
- Happy Hospital (0,1 milioni di utenti attivi mensili e 7k utenti attivi giornalieri)
- Brain Buddies (0,2 milioni di utenti attivi mensili e 9k utenti attivi giornalieri)
- Kingsbridge (0,3 milioni di utenti attivi mensili e 36k utenti attivi giornalieri)
- Farm Tales (0,7 milioni di utenti attivi mensili e 89k utenti attivi giornalieri)
- Pearl's Peril (4 milioni di utenti attivi mensili e 1,4 milioni di utenti attivi giornalieri)
- Jelly Splash (8,4 milioni di utenti attivi mensili e 2,1 milioni di utenti attivi giornalieri)
- June's Journey

### Giochi per smartphone
- Scatto di diamante[17]
- Isola delle bolle
- Spruzzata di gelatina
- Il pericolo di Perla
- Il viaggio di giugno
- Agente Alice
- Futurama: Il gioco dei droni
- Tropicati
- Isola delle bolle 2[18]